# Wereldkampioenschap cricket 2011
Het Wereldkampioenschap cricket van 2011 werd gehouden in Bangladesh, India en Sri Lanka. Het toernooi werd gehouden van 19 februari tot en met 2 april 2011. Eerder zou ook Pakistan een van de organisatoren zijn, maar de International Cricket Council (ICC) ontnam dat land de organisatie.
Veertien landen deden mee, twee minder dan aan het WK van 2007. De cricketers van India wonnen het toernooi na overwinningen op regerend kampioen Australië in de kwartfinale, aartsrivaal Pakistan in de halve finale en Sri Lanka in de finale.

## Deelorganisatie door Pakistan
Oorspronkelijk was Pakistan een van de vier organisatoren van het wereldkampioenschap. Er waren 14 wedstrijden, waaronder een halve finale, gepland. Als gevolg van de onzekere veiligheidssituatie in dat land heeft de ICC de organisatie van Pakistan ontnomen. De aanleiding hiervan was een terroristische aanslag op 3 maart 2009 in het Pakistaanse Lahore op het Sri Lankaans cricketelftal dat in Pakistan enkele wedstrijden zou spelen. Bij de aanslag kwamen twee burgers en zes politieagenten, die het team begeleidden, om het leven. Twee cricketspelers en de assistent-trainer raakten gewond.

## Verdeling van de wedstrijden
De wedstrijden zijn als volgt verdeeld over de organiserende landen:
- India: 29 wedstrijden, waaronder een halve finale en de finale
- Sri Lanka: 12 wedstrijden, waaronder een halve finale
- Bangladesh: 8 wedstrijden, waaronder de openingswedstrijd

## Deelnemers
De tien testlanden zijn automatisch geplaatst. De vier beste landen van het B-Wereldkampioenschap in 2009 completeren het deelnemersveld.
Testlanden
- Australië
- Bangladesh
- Engeland
- India
- Nieuw-Zeeland

Testlanden
- Pakistan
- Sri Lanka
- West-Indië
- Zimbabwe
- Zuid-Afrika

Gekwalificeerd via B-WK
- Canada
- Ierland
- Kenia
- Nederland

## Programma

### Groepsfase
De top 4 van elke groep plaatst zich voor de kwartfinales

#### Groep A
| Team          | Pld | W | V | G | NR | NRR    | Pts |
| ------------- | --- | - | - | - | -- | ------ | --- |
| Pakistan      | 6   | 5 | 1 | 0 | 0  | +0,758 | 10  |
| Sri Lanka     | 6   | 4 | 1 | 0 | 1  | +2,582 | 9   |
| Australië     | 6   | 4 | 1 | 0 | 1  | +1,123 | 9   |
| Nieuw-Zeeland | 6   | 4 | 2 | 0 | 0  | +1,135 | 8   |
| Zimbabwe      | 6   | 2 | 4 | 0 | 0  | +0,030 | 4   |
| Canada        | 6   | 1 | 5 | 0 | 0  | −1,987 | 2   |
| Kenia         | 6   | 0 | 6 | 0 | 0  | −3,042 | 0   |

| 20 februari 2011 Scorecard | Nieuw-Zeeland 72/0 (8.0 overs)                     | v | Kenia 69 (23.5 overs)                                  | Nieuw-Zeeland wint met 10 wickets MA Chidambaram Stadium, Chepauk, Chennai Umpires: Marais Erasmus (ZA) en Rod Tucker (Aus) Man of the Match: Hamish Bennett (NZ) |
| 20 februari 2011 Scorecard | Rakep Patel 16* (23) Hamish Bennett 4/16 (5 overs) |   | Martin Guptill 39* (32) Nehemiah Odhiambo 0/5 (1 over) | Nieuw-Zeeland wint met 10 wickets MA Chidambaram Stadium, Chepauk, Chennai Umpires: Marais Erasmus (ZA) en Rod Tucker (Aus) Man of the Match: Hamish Bennett (NZ) |
|                            |                                                    |   |                                                        | |

| 20 februari 2011 Scorecard | Sri Lanka 332/7 (50 overs)                              | v | Canada 122 (36.5 overs)                               | Sri Lanka wint met 210 runs Mahinda Rajapaksa International Stadium, Hambantota Umpires: Ian Gould (Eng) en Shavir Tarapore (Ind) Man of the Match: Mahela Jayawardene (SL) |
| 20 februari 2011 Scorecard | Mahela Jayawardene 100 (81) John Davison 2/56 (8 overs) |   | Rizwan Cheema 37 (35) Nuwan Kulasekara 3/16 (6 overs) | Sri Lanka wint met 210 runs Mahinda Rajapaksa International Stadium, Hambantota Umpires: Ian Gould (Eng) en Shavir Tarapore (Ind) Man of the Match: Mahela Jayawardene (SL) |
|                            |                                                         |   |                                                       | |

| 21 februari 2011 Scorecard | Australië 262/6 (50 overs)                      | v | Zimbabwe 171 (46.2 overs)                               | Australië wint met 91 runs Sardar Patel Stadium, Motera, Ahemedabad Umpires: Asoka de Silva (SL) en Richard Kettleborough (Eng) Man of the Match: Shane Watson (Aus) |
| 21 februari 2011 Scorecard | Shane Watson 79 (92) Chris Mpofu 2/58 (9 overs) |   | Graeme Cremer 37 (51) Mitchell Johnson 4/19 (9.2 overs) | Australië wint met 91 runs Sardar Patel Stadium, Motera, Ahemedabad Umpires: Asoka de Silva (SL) en Richard Kettleborough (Eng) Man of the Match: Shane Watson (Aus) |
|                            |                                                 |   |                                                         | |

| 23 februari 2011 Scorecard | Pakistan 317/7 (50 overs)                      | v | Kenia 112 (33.1 overs)                             | Pakistan wint met 205 runs Mahinda Rajapaksa International Cricket Stadium, Hambantota Umpires: Tony Hill (NZ) en Nigel Llong (Eng) Man of the Match: Umar Akmal (Pak) |
| 23 februari 2011 Scorecard | Umar Akmal 71 (52) Thomas Odoyo 3/41 (7 overs) |   | Collins Obuya 47 (58) Shahid Afridi 5/16 (8 overs) | Pakistan wint met 205 runs Mahinda Rajapaksa International Cricket Stadium, Hambantota Umpires: Tony Hill (NZ) en Nigel Llong (Eng) Man of the Match: Umar Akmal (Pak) |
|                            |                                                |   |                                                    | |

| 25 februari 2011 Scorecard | Nieuw-Zeeland 206 (45.1 overs)                            | v | Australië 207/3 (34 overs)                         | Australië wint met 7 wickets Vidarbha Cricket Association Stadium, Jamtha, Nagpur Umpires: Kumar Dharmasena (SL) en Billy Doctrove (WI) Man of the Match: Mitchell Johnson (Aus) |
| 25 februari 2011 Scorecard | Nathan McCullum 52 (76) Mitchell Johnson 4/33 (9.1 overs) |   | Shane Watson 62 (61) Hamish Bennett 2/63 (7 overs) | Australië wint met 7 wickets Vidarbha Cricket Association Stadium, Jamtha, Nagpur Umpires: Kumar Dharmasena (SL) en Billy Doctrove (WI) Man of the Match: Mitchell Johnson (Aus) |
|                            |                                                           |   |                                                    | |

| 26 februari 2011 14:30 Scorecard | Pakistan 277/7 (50 overs)                             | v | Sri Lanka 266/9 (50 overs)                          | Pakistan wint met 11 runs R Premadasa Stadium, Colombo Umpires: Ian Gould (Eng) en Daryl Harper (Aus) Man of the Match: Shahid Afridi (Pak) |
| 26 februari 2011 14:30 Scorecard | Misbah-ul-Haq 83* (91) Rangana Herath 2/46 (10 overs) |   | Chamara Silva 57 (78) Shahid Afridi 4/34 (10 overs) | Pakistan wint met 11 runs R Premadasa Stadium, Colombo Umpires: Ian Gould (Eng) en Daryl Harper (Aus) Man of the Match: Shahid Afridi (Pak) |
|                                  |                                                       |   |                                                     | |

| 28 februari 2011 Scorecard | Zimbabwe 298/9 (50 overs)                        | v | Canada 123 (42.1 overs)                        | Zimbabwe wint met 175 runs Vidarbha Cricket Association Stadium, Nagpur Umpires: Asad Rauf (Pak) en Bruce Oxenford (Aus) Man of the Match: Tatenda Taibu (Zim) |
| 28 februari 2011 Scorecard | Tatenda Taibu 98 (99) Balaji Rao 4/57 (10 overs) |   | Zubin Surkari 26 (48) Ray Price 3/16 (8 overs) | Zimbabwe wint met 175 runs Vidarbha Cricket Association Stadium, Nagpur Umpires: Asad Rauf (Pak) en Bruce Oxenford (Aus) Man of the Match: Tatenda Taibu (Zim) |
|                            |                                                  |   |                                                | |

| 1 maart 2011 Scorecard | Sri Lanka 146/1 (18.4 overs)                   | v | Kenia 142 (43.4 overs)                           | Sri Lanka wint met 9 wickets R Premadasa Stadium, Colombo Umpires: Tony Hill (NZ) en Shavir Tarapore (Ind) Man of the Match: Lasith Malinga |
| 1 maart 2011 Scorecard | Upul Tharanga 67 (59) Elijah Otieno 1-26 (6.5) |   | Collins Obuya 52 (100) Lasith Malinga 6-38 (7.4) | Sri Lanka wint met 9 wickets R Premadasa Stadium, Colombo Umpires: Tony Hill (NZ) en Shavir Tarapore (Ind) Man of the Match: Lasith Malinga |
|                        |                                                |   |                                                  | |

| 3 maart 2011 Scorecard | Pakistan 184 (43 overs)                          | v | Canada 138 (42.5 overs)                            | Pakistan wint met 46 runs R Premadasa Stadium, Colombo Umpires: Daryl Harper (Aus) en Nigel Llong (Eng) Man of the Match: Shahid Afridi (Pak) |
| 3 maart 2011 Scorecard | Umar Akmal 48 (68) Harvir Baidwan 3/35 (8 overs) |   | Jimmy Hansra 43 (75) Shahid Afridi 5/23 (10 overs) | Pakistan wint met 46 runs R Premadasa Stadium, Colombo Umpires: Daryl Harper (Aus) en Nigel Llong (Eng) Man of the Match: Shahid Afridi (Pak) |
|                        |                                                  |   |                                                    | |

| 4 maart 2011 Scorecard | Nieuw-Zeeland 162 (46.2 overs)                      | v | Pakistan 166/0 (33.3 overs) | Nieuw-Zeeland wint met 10 wickets Sardar Patel Stadium, Motera, Ahmedabad Umpires: Aleem Dar (Pak) en Marais Erasmus (ZA) Man of the Match: Martin Guptill (NZ) |
| 4 maart 2011 Scorecard | Brendan Taylor 44 (57) Tim Southee 3/29 (9.2 overs) |   | Martin Guptill 86 (108)     | Nieuw-Zeeland wint met 10 wickets Sardar Patel Stadium, Motera, Ahmedabad Umpires: Aleem Dar (Pak) en Marais Erasmus (ZA) Man of the Match: Martin Guptill (NZ) |
|                        |                                                     |   |                             | |

| 5 maart 2011 Scorecard                       | Sri Lanka 146/0 (35.5 overs)                         | v | Australië | Wedstrijd gestaakt R Premadasa Stadium, Colombo Umpires: Ian Gould (Eng) en Tony Hill (NZ) |
| 5 maart 2011 Scorecard                       | Kumar Sangakkara 73* (102) Shaun Tait 1/23 (5 overs) |   |           | Wedstrijd gestaakt R Premadasa Stadium, Colombo Umpires: Ian Gould (Eng) en Tony Hill (NZ) |
| - Regen stopte het spel om 17:30 lokale tijd |                                                      |   |           |                                                                                            |

| 7 maart 2011 Scorecard | Kenia 198 (50 overs)                              | v | Canada 199/5 (45.3 overs)                              | Canada wint met 5 wickets Feroz Shah Kotla, New Delhi Umpires: Asad Rauf (Pak) en Billy Doctrove (WI) Man of the Match: Henry Osinde (Can) |
| 7 maart 2011 Scorecard | Thomas Odoyo 51 (62) Henry Osinde 4/26 (10 overs) |   | Jimmy Hansra 70 (99) Nehemiah Odhiambo 2/45 (10 overs) | Canada wint met 5 wickets Feroz Shah Kotla, New Delhi Umpires: Asad Rauf (Pak) en Billy Doctrove (WI) Man of the Match: Henry Osinde (Can) |
|                        |                                                   |   |                                                        | |

| 8 maart 2011 Scorecard | Nieuw-Zeeland 302/7 (50 overs)                  | v | Pakistan 192 (41.1 overs)                       | Nieuw-Zeeland wint met 110 runs Pallekele International Cricket Stadium, Kandy Umpires: Daryl Harper (Aus) en Nigel Llong (Eng) Man of the Match: Ross Taylor (NZ) |
| 8 maart 2011 Scorecard | Ross Taylor 131* (124) Umar Gul 3/32 (10 overs) |   | Abdul Razzaq 62 (74) Tim Southee 3/25 (8 overs) | Nieuw-Zeeland wint met 110 runs Pallekele International Cricket Stadium, Kandy Umpires: Daryl Harper (Aus) en Nigel Llong (Eng) Man of the Match: Ross Taylor (NZ) |
|                        |                                                 |   |                                                 | |

| 10 maart 2011 14:30 Scorecard | Sri Lanka 327/6 (50 overs)                                | v | Zimbabwe 188 (39 overs)                                   | Sri Lanka won by 139 runs Pallekele International Cricket Stadium, Kandy Umpires: Marais Erasmus (ZA) en Nigel Llong (Eng) Man of the Match: Tillakaratne Dilshan (SL) |
| 10 maart 2011 14:30 Scorecard | Tillakaratne Dilshan 144 (131) Chris Mpofu 4/62 (7 overs) |   | Brendan Taylor 80 (72) Tillakaratne Dilshan 4/4 (3 overs) | Sri Lanka won by 139 runs Pallekele International Cricket Stadium, Kandy Umpires: Marais Erasmus (ZA) en Nigel Llong (Eng) Man of the Match: Tillakaratne Dilshan (SL) |
|                               |                                                           |   |                                                           | |

| 10 maart 2011 14:30 Scorecard | Sri Lanka 327/6 (50 overs)                                | v | Zimbabwe 188 (39 overs)                                   | Sri Lanka wint met 139 runs Pallekele International Cricket Stadium, Kandy Umpires: Marais Erasmus (ZA) en Nigel Llong (Eng) Man of the Match: Tillakaratne Dilshan (SL) |
| 10 maart 2011 14:30 Scorecard | Tillakaratne Dilshan 144 (131) Chris Mpofu 4/62 (7 overs) |   | Brendan Taylor 80 (72) Tillakaratne Dilshan 4/4 (3 overs) | Sri Lanka wint met 139 runs Pallekele International Cricket Stadium, Kandy Umpires: Marais Erasmus (ZA) en Nigel Llong (Eng) Man of the Match: Tillakaratne Dilshan (SL) |
|                               |                                                           |   |                                                           | |

| 13 maart 2011 09:30 Scorecard | Nieuw-Zeeland 358/6 (50 overs)                             | v | Canada 261/9 (50 overs)                         | Nieuw-Zeeland wint met 96 runs Wankhede Stadium, Mumbai Umpires: Bruce Oxenford (Aus) en Shavir Tarapore (Ind) Man of the Match: Brendon McCullum (NZ) |
| 13 maart 2011 09:30 Scorecard | Brendon McCullum 101 (109) Harvir Baidwan 3/84 (9.1 overs) |   | Ashish Bagai 84 (87) Jacob Oram 3/47 (10 overs) | Nieuw-Zeeland wint met 96 runs Wankhede Stadium, Mumbai Umpires: Bruce Oxenford (Aus) en Shavir Tarapore (Ind) Man of the Match: Brendon McCullum (NZ) |
|                               |                                                            |   |                                                 | |

| 13 maart 2011 14:30 Scorecard | Australië 324/6 (50 overs)                               | v | Kenia 264/6 (50 overs)                            | Australië wint met 60 runs M Chinnaswamy Stadium, Bangalore Umpires: Asad Rauf (Pak) en Richard Kettleborough (Eng) Man of the Match: Collins Obuya (Ken) |
| 13 maart 2011 14:30 Scorecard | Michael Clarke 93 (80) Nehemiah Odhiambo 3/57 (10 overs) |   | Collins Obuya 98* (129) Shaun Tait 2/49 (8 overs) | Australië wint met 60 runs M Chinnaswamy Stadium, Bangalore Umpires: Asad Rauf (Pak) en Richard Kettleborough (Eng) Man of the Match: Collins Obuya (Ken) |
|                               |                                                          |   |                                                   | |

| 14 maart 2011 14:30 Scorecard | Zimbabwe 151/7 (39.4 overs)                    | v | Pakistan 164/3 (34.1 overs)                   | Pakistan wint met 7 wickets Pallekele International Cricket Stadium, Kandy Umpires: Tony Hill (NZ) en Nigel Llong (Eng) Man of the Match: Umar Gul (Pak) |
| 14 maart 2011 14:30 Scorecard | Craig Ervine 52 (82) Umar Gul 3/36 (7.4 overs) |   | Asad Shafiq 78* (97) Ray Price 2/21 (8 overs) | Pakistan wint met 7 wickets Pallekele International Cricket Stadium, Kandy Umpires: Tony Hill (NZ) en Nigel Llong (Eng) Man of the Match: Umar Gul (Pak) |
|                               |                                                |   |                                               | |

| 16 maart 2011 14:30 Scorecard | Canada 211 (45.4 overs)                        | v | Australië 212/3 (34.5 overs)                     | Australië wint met 7 wickets M Chinnaswamy Stadium, Bangalore Umpires: Billy Bowden (NZ) en Amiesh Saheba (Ind) Man of the Match: Shane Watson (Aus) |
| 16 maart 2011 14:30 Scorecard | Hiral Patel 54 (45) Brett Lee 4/46 (8.4 overs) |   | Shane Watson 94 (90) John Davison 1/29 (4 overs) | Australië wint met 7 wickets M Chinnaswamy Stadium, Bangalore Umpires: Billy Bowden (NZ) en Amiesh Saheba (Ind) Man of the Match: Shane Watson (Aus) |
|                               |                                                |   |                                                  | |

| 18 maart 2011 14:30 Scorecard | Sri Lanka 265/9 (50 overs)                             | v | Nieuw-Zeeland | Sri Lanka wint met 112 runs Wankhede Stadium, Mumbai |
| 18 maart 2011 14:30 Scorecard | Kumar Sangakkara 111 (128) Tim Southee 3/63 (10 overs) |   |               | Sri Lanka wint met 112 runs Wankhede Stadium, Mumbai |
|                               |                                                        |   |               |                                                      |

| 19 maart 2011 | Pakistan | v | Australië | Pakistan wint met 4 wickets R. Premadasa Stadium, Colombo |
| 19 maart 2011 |          |   |           | Pakistan wint met 4 wickets R. Premadasa Stadium, Colombo |
|               |          |   |           |                                                           |

| 20 maart 2011 | Zimbabwe | v | Kenia | Zimbabwe wint met 161 runs Eden Gardens, Kolkata |
| 20 maart 2011 |          |   |       | Zimbabwe wint met 161 runs Eden Gardens, Kolkata |
|               |          |   |       |                                                  |

#### Groep B
| Team        | Pld | W | V | G | GR | NRR    | Pts |
| ----------- | --- | - | - | - | -- | ------ | --- |
| Zuid-Afrika | 6   | 5 | 1 | 0 | 0  | +2,026 | 9   |
| India       | 6   | 4 | 1 | 1 | 0  | +0,900 | 9   |
| Engeland    | 6   | 3 | 2 | 1 | 0  | +0,072 | 7   |
| West-Indië  | 6   | 3 | 3 | 0 | 0  | +1,066 | 6   |
| Bangladesh  | 6   | 3 | 3 | 0 | 0  | –1,361 | 6   |
| Ierland     | 6   | 2 | 4 | 0 | 0  | –0,696 | 4   |
| Nederland   | 6   | 0 | 6 | 0 | 0  | –2.045 | 0   |

- Alle tijden zijn lokaal UTC+5:30 (India & Sri Lanka) en UTC+6 (Bangladesh)

| 19 februari 2011 14:30 Scorecard | India 370/4 (50 overs)                                    | v | Bangladesh 283/9 (50 overs)                     | India wint met 87 runs Shere Bangla National Stadium, Mirpur, Dhaka Umpires: Steve Davis (Aus) Kumar Dharmasena (SL) Man of the Match: Virender Sehwag (Ind) |
| 19 februari 2011 14:30 Scorecard | Virender Sehwag 175 (140) Shakib Al Hasan 1/61 (10 overs) |   | Tamim Iqbal 70 (86) Munaf Patel 4/48 (10 overs) | India wint met 87 runs Shere Bangla National Stadium, Mirpur, Dhaka Umpires: Steve Davis (Aus) Kumar Dharmasena (SL) Man of the Match: Virender Sehwag (Ind) |
|                                  |                                                           |   |                                                 | |

| 22 februari 2011 14:30 Scorecard | Nederland 292/6 (50 overs)                                | v | Engeland 296/4 (48.3 overs)                               | Engeland wint met 6 wickets Vidarbha Cricket Association Stadium, Nagpur Umpires: Asad Rauf (Pak) en Bruce Oxenford (Aus) Man of the Match: Ryan ten Doeschate (NED) |
| 22 februari 2011 14:30 Scorecard | Ryan ten Doeschate 119 (110) Graeme Swann 2/35 (10 overs) |   | Andrew Strauss 88 (83) Ryan ten Doeschate 2/47 (10 overs) | Engeland wint met 6 wickets Vidarbha Cricket Association Stadium, Nagpur Umpires: Asad Rauf (Pak) en Bruce Oxenford (Aus) Man of the Match: Ryan ten Doeschate (NED) |
|                                  |                                                           |   |                                                           | |

| 24 februari 2011 14:30 Scorecard | West-Indië 222 (47.3 overs)                      | v | Zuid-Afrika 223/3 (42.5 overs)                            | Zuid-Afrika wint met 7 wickets Feroz Shah Kotla, New Delhi Umpires: Amiesh Saheba (Ind) en Simon Taufel (Aus) Man of the Match: AB de Villiers (ZA) |
| 24 februari 2011 14:30 Scorecard | Darren Bravo 73 (82) Imran Tahir 4/41 (10 overs) |   | AB de Villiers 107* (105) Kieron Pollard 1/37 (7.5 overs) | Zuid-Afrika wint met 7 wickets Feroz Shah Kotla, New Delhi Umpires: Amiesh Saheba (Ind) en Simon Taufel (Aus) Man of the Match: AB de Villiers (ZA) |
|                                  |                                                  |   |                                                           | |

| 25 februari 2011 14:30 | Bangladesh 205 (49.2 overs)                    | v | Ierland 178 (45 overs)                             | Bangladesh wint met 27 runs Shere Bangla National Stadium, Mirpur, Dhaka Umpires: Aleem Dar (Pak) en Rod Tucker (Aus) Man of the Match: Tamim Iqbal (Ban) |
| 25 februari 2011 14:30 | Tamim Iqbal 44 (43) Andre Botha 3/32 (9 overs) |   | Niall O'Brien 38 (52) Shafiul Islam 4/21 (8 overs) | Bangladesh wint met 27 runs Shere Bangla National Stadium, Mirpur, Dhaka Umpires: Aleem Dar (Pak) en Rod Tucker (Aus) Man of the Match: Tamim Iqbal (Ban) |
|                        |                                                |   |                                                    | |

| 27 februari 2011 14:30 Scorecard | India 338 (49.5 overs)                                 | v | Engeland 338 (50 overs)                              | Wedstrijd gelijk M Chinnaswamy Stadium, Bangalore Umpires: Billy Bowden (NZ) en Marais Erasmus (ZA) Man of the Match: Andrew Strauss (Eng) |
| 27 februari 2011 14:30 Scorecard | Sachin Tendulkar 120 (115) Tim Bresnan 5/48 (10 overs) |   | Andrew Strauss 158 (145) Zaheer Khan 3/64 (10 overs) | Wedstrijd gelijk M Chinnaswamy Stadium, Bangalore Umpires: Billy Bowden (NZ) en Marais Erasmus (ZA) Man of the Match: Andrew Strauss (Eng) |
|                                  |                                                        |   |                                                      | |

| 28 februari 2011 14:30 Scorecard | West-Indië 330/8 (50 overs)                           | v | Nederland 115 (31.3 overs)                      | West Indië wint met 215 runs Feroz Shah Kotla, New Delhi Umpires: Amiesh Saheba (Ind) en Simon Taufel (Aus) Man of the Match: Kemar Roach (West Indië) |
| 28 februari 2011 14:30 Scorecard | Chris Gayle 80 (110) Mudassar Bukhari 2/65 (10 overs) |   | Tom Cooper 55 (72) Kemar Roach 6/27 (8.3 overs) | West Indië wint met 215 runs Feroz Shah Kotla, New Delhi Umpires: Amiesh Saheba (Ind) en Simon Taufel (Aus) Man of the Match: Kemar Roach (West Indië) |
|                                  |                                                       |   |                                                 | |

| 2 maart 2011 14:30 Scorecard | Engeland 327/8 (50 overs)                             | v | Ierland 329/7 (49.1 overs)                          | Ierland wint met 3 wickets M Chinnaswamy Stadium, Bangalore Umpires: Aleem Dar (Pak) en Billy Bowden (NZ) Man of the Match: Kevin O'Brien (Ier) |
| 2 maart 2011 14:30 Scorecard | Jonathan Trott 92 (92) Trent Johnston 2/58 (10 overs) |   | Kevin O'Brien 113 (63) Graeme Swann 3/47 (10 overs) | Ierland wint met 3 wickets M Chinnaswamy Stadium, Bangalore Umpires: Aleem Dar (Pak) en Billy Bowden (NZ) Man of the Match: Kevin O'Brien (Ier) |
|                              |                                                       |   |                                                     | |

| 3 maart 2011 09:30 Scorecard | Zuid-Afrika 351/5 (50 overs)                               | v | Nederland 120 (34.5 overs)                          | Zuid-Afrika wint met 231 runs Punjab Cricket Association Stadium, Mohali Umpires: Asoka de Silva (SL) en Richard Kettleborough (Eng) Man of the Match: AB de Villiers (ZA) |
| 3 maart 2011 09:30 Scorecard | AB De Villiers 134 (98) Ryan ten Doeschate 3/72 (10 overs) |   | Wesley Barresi 44 (66) Imran Tahir 3/19 (6.5 overs) | Zuid-Afrika wint met 231 runs Punjab Cricket Association Stadium, Mohali Umpires: Asoka de Silva (SL) en Richard Kettleborough (Eng) Man of the Match: AB de Villiers (ZA) |
|                              |                                                            |   |                                                     | |

| 4 maart 2011 14:30 Scorecard | Bangladesh 58 (18.5 overs)                             | v | West-Indië 59/1 (12.2 overs)                    | West Indië wint met 9 wickets Shere Bangla National Stadium, Mirpur, Dhaka Umpires: Steve Davis (Aus) en Kumar Dharmasena (SL) Man of the Match: Kemar Roach (WI) |
| 4 maart 2011 14:30 Scorecard | Junaid Siddique 25 (27) Sulieman Benn 4/18 (5.5 overs) |   | Chris Gayle 37* (36) Naeem Islam 1/14 (6 overs) | West Indië wint met 9 wickets Shere Bangla National Stadium, Mirpur, Dhaka Umpires: Steve Davis (Aus) en Kumar Dharmasena (SL) Man of the Match: Kemar Roach (WI) |
|                              |                                                        |   |                                                 | |

| 6 maart 2011 09:30 Scorecard | Ierland 207 (47.5 overs)                                  | v | India 210/5 (46 overs)                              | India wint met 5 wickets M Chinnaswamy Stadium, Bangalore Umpires: Billy Bowden (NZ) en Rod Tucker (Aus) Man of the Match: Yuvraj Singh (Ind) |
| 6 maart 2011 09:30 Scorecard | William Porterfield 75 (104) Yuvraj Singh 5/31 (10 overs) |   | Yuvraj Singh 50* (75) Trent Johnston 2/16 (5 overs) | India wint met 5 wickets M Chinnaswamy Stadium, Bangalore Umpires: Billy Bowden (NZ) en Rod Tucker (Aus) Man of the Match: Yuvraj Singh (Ind) |
|                              |                                                           |   |                                                     | |

| 6 maart 2011 14:30 Scorecard | Engeland 171 (45.4 overs)                        | v | Zuid-Afrika 165 (47.4 overs)                      | Engeland wint met 6 runs MA Chidambaram Stadium, Chepauk, Chennai Umpires: Amiesh Saheba (Ind) en Simon Taufel (Aus) Man of the Match: Ravi Bopara (Eng) |
| 6 maart 2011 14:30 Scorecard | Ravi Bopara 60 (98) Imran Tahir 4/38 (8.4 overs) |   | Hashim Amla 42 (51) Stuart Broad 4/15 (6.4 overs) | Engeland wint met 6 runs MA Chidambaram Stadium, Chepauk, Chennai Umpires: Amiesh Saheba (Ind) en Simon Taufel (Aus) Man of the Match: Ravi Bopara (Eng) |
|                              |                                                  |   |                                                   | |

| 9 maart 2011 14:30 Scorecard | Nederland 189 (46.4 overs)                        | v | India 191/5 (36.3 overs)                             | India wint met 5 wickets Feroz Shah Kotla, New Delhi Umpires: Steve Davis (Aus) en Bruce Oxenford (Aus) Man of the Match: Yuvraj Singh (Ind) |
| 9 maart 2011 14:30 Scorecard | Peter Borren 38 (36) Zaheer Khan 3/20 (6.4 overs) |   | Yuvraj Singh 51* (73) Pieter Seelaar 3/53 (10 overs) | India wint met 5 wickets Feroz Shah Kotla, New Delhi Umpires: Steve Davis (Aus) en Bruce Oxenford (Aus) Man of the Match: Yuvraj Singh (Ind) |
|                              |                                                   |   |                                                      | |

| 11 maart 2011 09:30 Scorecard | West-Indië 275 (50 overs)                          | v | Ierland 231 (49 overs)                          | West Indies wint met 44 runs Punjab Cricket Association Stadium, Mohali, Chandigarh Umpires: Asoka de Silva (SL) en Shavir Tarapore (Ind) Man of the Match: Kieron Pollard (WI) |
| 11 maart 2011 09:30 Scorecard | Devon Smith 107 (133) Kevin O'Brien 4/71 (9 overs) |   | Ed Joyce 84 (106) Sulieman Benn 4/53 (10 overs) | West Indies wint met 44 runs Punjab Cricket Association Stadium, Mohali, Chandigarh Umpires: Asoka de Silva (SL) en Shavir Tarapore (Ind) Man of the Match: Kieron Pollard (WI) |
|                               |                                                    |   |                                                 | |

| 11 maart 2011 14:30 Scorecard | Engeland 225 (49.4 overs)                         | v | Bangladesh 227/8 (49 overs)                        | Bangladesh wint met 2 wickets Zahur Ahmed Chowdhury Stadium, Chittagong Umpires: Daryl Harper (Aus) en Rod Tucker (Aus) Man of the Match: Imrul Kayes (Ban) |
| 11 maart 2011 14:30 Scorecard | Jonathan Trott 67 (99) Naeem Islam 2/29 (8 overs) |   | Imrul Kayes 60 (100) Ajmal Shahzad 3/43 (10 overs) | Bangladesh wint met 2 wickets Zahur Ahmed Chowdhury Stadium, Chittagong Umpires: Daryl Harper (Aus) en Rod Tucker (Aus) Man of the Match: Imrul Kayes (Ban) |
|                               |                                                   |   |                                                    | |

| 12 maart 2011 14:30 Scorecard | India 296 (48.4 overs)                                 | v | Zuid-Afrika 300/7 (49.4 overs)                        | Zuid-Afrika wint met 3 wickets Vidarbha Cricket Association Stadium, Jamtha, Nagpur Umpires: Ian Gould (Eng) en Simon Taufel (Aus) Man of the Match: Dale Steyn (ZA) |
| 12 maart 2011 14:30 Scorecard | Sachin Tendulkar 111 (101) Dale Steyn 5/50 (9.4 overs) |   | Jacques Kallis 69 (88) Harbhajan Singh 3/53 (9 overs) | Zuid-Afrika wint met 3 wickets Vidarbha Cricket Association Stadium, Jamtha, Nagpur Umpires: Ian Gould (Eng) en Simon Taufel (Aus) Man of the Match: Dale Steyn (ZA) |
|                               |                                                        |   |                                                       | |

| 14 maart 2011 09:30 Scorecard | Nederland 160 (46.2 overs)                               | v | Bangladesh 166/4 (41.2 overs)                     | Bangladesh wint met 6 wickets Zahur Ahmed Chowdhury Stadium, Chittagong Umpires: Aleem Dar (Pak) en Rod Tucker (Aus) Man of the Match: Imrul Kayes (Ban) |
| 14 maart 2011 09:30 Scorecard | Ryan ten Doeschate 53* (71) Abdur Razzak 3/29 (10 overs) |   | Imrul Kayes 73* (113) Tom Cooper 2/33 (7.2 overs) | Bangladesh wint met 6 wickets Zahur Ahmed Chowdhury Stadium, Chittagong Umpires: Aleem Dar (Pak) en Rod Tucker (Aus) Man of the Match: Imrul Kayes (Ban) |
|                               |                                                          |   |                                                   | |

| 15 maart 2011 14:30 Scorecard | Zuid-Afrika 272/7 (50 overs)                  | v | Ierland 141 (33.2 overs)                          | Zuid-Afrika wint met 131 runs Eden Gardens, Kolkata Umpires: Kumar Dharmasena (SL) en Billy Doctrove (WI) Man of the Match: JP Duminy (ZA) |
| 15 maart 2011 14:30 Scorecard | JP Duminy 99 (103) John Mooney 1/36 (8 overs) |   | Gary Wilson 31 (48) Robin Peterson 3/32 (8 overs) | Zuid-Afrika wint met 131 runs Eden Gardens, Kolkata Umpires: Kumar Dharmasena (SL) en Billy Doctrove (WI) Man of the Match: JP Duminy (ZA) |
|                               |                                               |   |                                                   | |

| 17 maart 2011 14:30 Scorecard | Engeland 243 (48.4 overs)                           | v | West-Indië 225 (44.4 overs)                          | Engeland wint met 18 runs MA Chidambaram Stadium, Chepauk, Chennai Umpires: Steve Davis (Aus) en Bruce Oxenford (Aus) Man of the Match: James Tredwell (Eng) |
| 17 maart 2011 14:30 Scorecard | Jonathan Trott 47 (38) Andre Russell 4/49 (8 overs) |   | Andre Russell 49 (46) James Tredwell 4/48 (10 overs) | Engeland wint met 18 runs MA Chidambaram Stadium, Chepauk, Chennai Umpires: Steve Davis (Aus) en Bruce Oxenford (Aus) Man of the Match: James Tredwell (Eng) |
|                               |                                                     |   |                                                      | |

| 18 maart 2011 09:30 Scorecard | Nederland 306 (50 overs)                                   | v | Ierland 307/4 (47.4 overs)                       | Ireland wint met 6 wickets Eden Gardens, Kolkata Umpires: Billy Doctrove (WI) en Ian Gould (Eng) |
| 18 maart 2011 09:30 Scorecard | Ryan ten Doeschate 106 (108) Paul Stirling 2/51 (10 overs) |   | Paul Stirling 101 (72) Tom Cooper 2/31 (7 overs) | Ireland wint met 6 wickets Eden Gardens, Kolkata Umpires: Billy Doctrove (WI) en Ian Gould (Eng) |
|                               |                                                            |   |                                                  |                                                                                                  |

| 19 maart 2011 09:30 Scorecard | Zuid-Afrika 284/8 (50 overs)                        | v | Bangladesh 78 (28 overs)                              | Zuid-Afrika wint met 206 runs Shere Bangla National Stadium, Mirpur, Dhaka Umpires: Aleem Dar (Pak) en Daryl Harper (Aus) Man of the Match: Lonwabo Tsotsobe (ZA) |
| 19 maart 2011 09:30 Scorecard | Jacques Kallis 69 (76) Rubel Hossain 3/56 (8 overs) |   | Shakib Al Hasan 30 (63) Robin Peterson 4/12 (7 overs) | Zuid-Afrika wint met 206 runs Shere Bangla National Stadium, Mirpur, Dhaka Umpires: Aleem Dar (Pak) en Daryl Harper (Aus) Man of the Match: Lonwabo Tsotsobe (ZA) |
|                               |                                                     |   |                                                       | |

| 20 maart 2011 14:30 | India | v | West-Indië | India wint met 80 runs M. A. Chidambaram Stadium, Chennai |
| 20 maart 2011 14:30 |       |   |            | India wint met 80 runs M. A. Chidambaram Stadium, Chennai |
|                     |       |   |            |                                                           |

### Knock-outfase
|  | kwartfinale               | kwartfinale             |                        |       | halve finale | halve finale |  |  | finale | finale |
|  |                           |                         |                        |       |              |              |  |  |        |        |
|  |                           |                         |                        |       |              |              |  |  |        |        |
|  | 23 maart 2011 – Dhaka     |                         |                        |       |              |              |  |  |        |        |
|  |                           |                         |                        |       |              |              |  |  |        |        |
|  | Pakistan                  | 113/0                   |                        |       |              |              |  |  |        |        |
|  | Pakistan                  | 113/0                   | 30 maart 2011 - Mohali |       |              |              |  |  |        |        |
|  | West-Indië                | 112                     |                        |       |              |              |  |  |        |        |
|  | West-Indië                | 112                     | Pakistan               | 231   |              |              |  |  |        |        |
|  | 24 maart 2011 – Ahmedabad |                         | Pakistan               | 231   |              |              |  |  |        |        |
|  |                           | India                   | 260/9                  |       |              |              |  |  |        |        |
|  | Australië                 | India                   | 260/9                  | 260/6 |              |              |  |  |        |        |
|  | Australië                 |                         | 2 april 2011 - Mumbai  | 260/6 |              |              |  |  |        |        |
|  | India                     | 261/5                   |                        |       |              |              |  |  |        |        |
|  | India                     | 261/5                   | India                  | 277/4 |              |              |  |  |        |        |
|  | 25 maart 2011 – Dhaka     |                         | India                  | 277/4 |              |              |  |  |        |        |
|  |                           | Sri Lanka               | 274/6                  |       |              |              |  |  |        |        |
|  | Nieuw-Zeeland             | Sri Lanka               | 274/6                  | 221/8 |              |              |  |  |        |        |
|  | Nieuw-Zeeland             | 29 maart 2011 - Colombo |                        | 221/8 |              |              |  |  |        |        |
|  | Zuid-Afrika               | 172                     |                        |       |              |              |  |  |        |        |
|  | Zuid-Afrika               | 172                     | Nieuw-Zeeland          | 217   |              |              |  |  |        |        |
|  | 26 maart 2011 – Colombo   |                         | Nieuw-Zeeland          | 217   |              |              |  |  |        |        |
|  |                           | Sri Lanka               | 220/5                  |       |              |              |  |  |        |        |
|  | Sri Lanka                 | Sri Lanka               | 220/5                  | 231/0 |              |              |  |  |        |        |
|  | Sri Lanka                 |                         |                        | 231/0 |              |              |  |  |        |        |
|  | Engeland                  | 229/6                   |                        |       |              |              |  |  |        |        |
|  | Engeland                  | 229/6                   |                        |       |              |              |  |  |        |        |

#### Kwartfinales
| 23 maart 2011 14:30 | Pakistan 113/0 (20 overs) | v | West-Indië 112 (43.3 overs) | Pakistan wint met 10 wickets Shere Bangla National Stadium, Mirpur, Dhaka |
| 23 maart 2011 14:30 |                           |   |                             | Pakistan wint met 10 wickets Shere Bangla National Stadium, Mirpur, Dhaka |
|                     |                           |   |                             |                                                                           |

| 24 maart 2011 14:30 | Australië 260/6 (50 overs) | v | India 261/5 (47.4 overs) | India wint met 5 wickets Sardar Patel Stadium, Motera, Ahmedabad |
| 24 maart 2011 14:30 |                            |   |                          | India wint met 5 wickets Sardar Patel Stadium, Motera, Ahmedabad |
|                     |                            |   |                          |                                                                  |

| 25 maart 2011 14:30 | Nieuw-Zeeland 221/8 (50 overs) | v | Zuid-Afrika 172 (43.2 overs) | Nieuw-Zeeland wint met 49 runs Shere Bangla National Stadium, Mirpur Dhaka |
| 25 maart 2011 14:30 |                                |   |                              | Nieuw-Zeeland wint met 49 runs Shere Bangla National Stadium, Mirpur Dhaka |
|                     |                                |   |                              |                                                                            |

| 26 maart 2011 14:30 | Sri Lanka | v | Engeland | Sri Lanka wint met 10 wickets R Premadasa Stadium, Colombo |
| 26 maart 2011 14:30 |           |   |          | Sri Lanka wint met 10 wickets R Premadasa Stadium, Colombo |
|                     |           |   |          |                                                            |

### Halve finales
| 29 maart 2011 14:30 | Nieuw-Zeeland | v | Sri Lanka | Sri Lanka wint met 5 wickets R Premadasa Stadium, Colombo |
| 29 maart 2011 14:30 |               |   |           | Sri Lanka wint met 5 wickets R Premadasa Stadium, Colombo |
|                     |               |   |           |                                                           |

| 30 maart 2011 14:30 | Pakistan | v | India | India wint met 29 runs Punjab Cricket Association Stadium, Mohali, Chandigarh |
| 30 maart 2011 14:30 |          |   |       | India wint met 29 runs Punjab Cricket Association Stadium, Mohali, Chandigarh |
|                     |          |   |       |                                                                               |

## Finale
| 2 april 2011 | Sri Lanka | v | India | India wint met 6 wickets Wankhede Stadium, Mumbai |
| 2 april 2011 |           |   |       | India wint met 6 wickets Wankhede Stadium, Mumbai |
|              |           |   |       |                                                   |

Regulier wereldkampioenschap (One Day International)
Wereldkampioenschap Twenty20

Wereldkampioenschap testcricket